# Protocole de Genève (1924)
Le protocole de Genève de 1924 pour le règlement pacifique des différends internationaux était une proposition présentée par le Premier ministre britannique Ramsay MacDonald et son homologue français Édouard Herriot à la Société des Nations. Il avait pour objectif de mettre en place un arbitrage obligatoire des conflits ainsi qu'une méthode pour identifier l'agresseur dans les conflits internationaux. Tous les différends juridiques entre nations seraient soumis à la Cour internationale de justice. Il a appelé à une conférence sur le désarmement en 1925.
Tout gouvernement qui refuserait de se conformer à un différend serait nommé agresseur et toute victime d'agression devait bénéficier d'une assistance immédiate des membres de la SDN. Les conservateurs britanniques ont condamné la proposition de peur qu'elle conduise à un conflit avec les États-Unis, qui s'y sont également opposés, ainsi cette proposition n'a jamais vu le jour.
Le Protocole prévoyait une réglementation de grande envergure visant à assurer le désarmement général, la sécurité internationale effective et l'arbitrage obligatoire des différends. Dans le Protocole de Genève, les États membres se déclarent « prêts à consentir à d'importantes limitations de leur souveraineté en faveur de la Société des Nations » (Hans Wehberg). Après approbation préliminaire le 2 octobre 1924 par tous les 47 États membres de la SDN lors de la 5e Assemblée générale, il n'a pas été ratifié par le Royaume-Uni l'année suivante sous le gouvernement nouvellement élu de Stanley Baldwin, avec Austen Chamberlain comme Secrétaire d'Etat aux Affaires Etrangères (de 1924 à 1929), raison pour laquelle le protocole a échoué à se concrétiser.